# Domusnovas
Domusnovas település Olaszországban, Szardínia régióban, Dél-Szardínia (korábban Carbonia-Iglesias) megyében. Lakosainak száma 5865 fő (2023. január 1.). Domusnovas Gonnosfanadiga, Iglesias, Musei, Villamassargia, Fluminimaggiore, Villacidro és Vallermosa községekkel határos.

## Népesség
A település lakossága az elmúlt években az alábbi módon változott:
| Lakosok száma | 6207 | 6145 | 5865 |
|               | 2017 | 2018 | 2023 |

## Képek

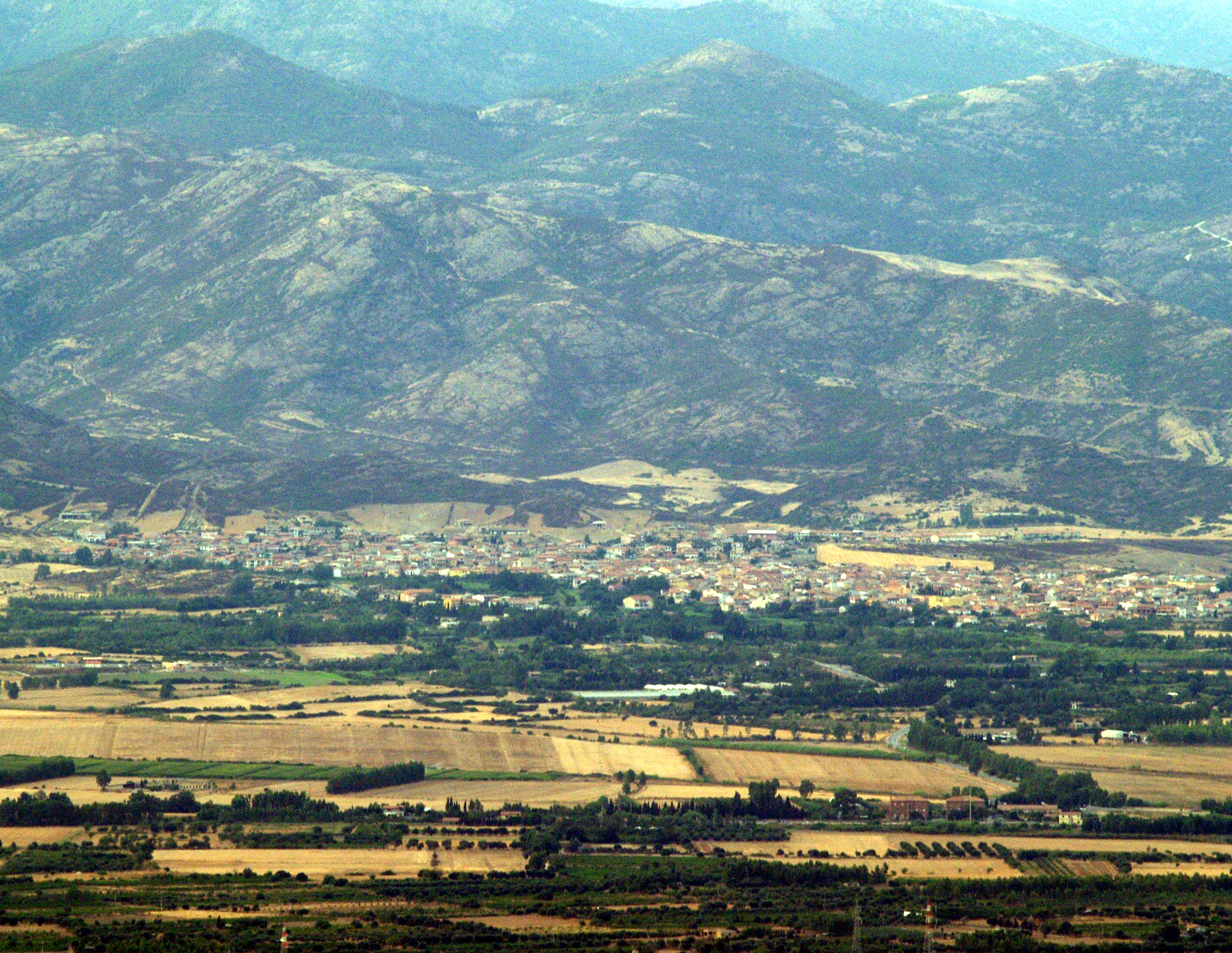
Látkép
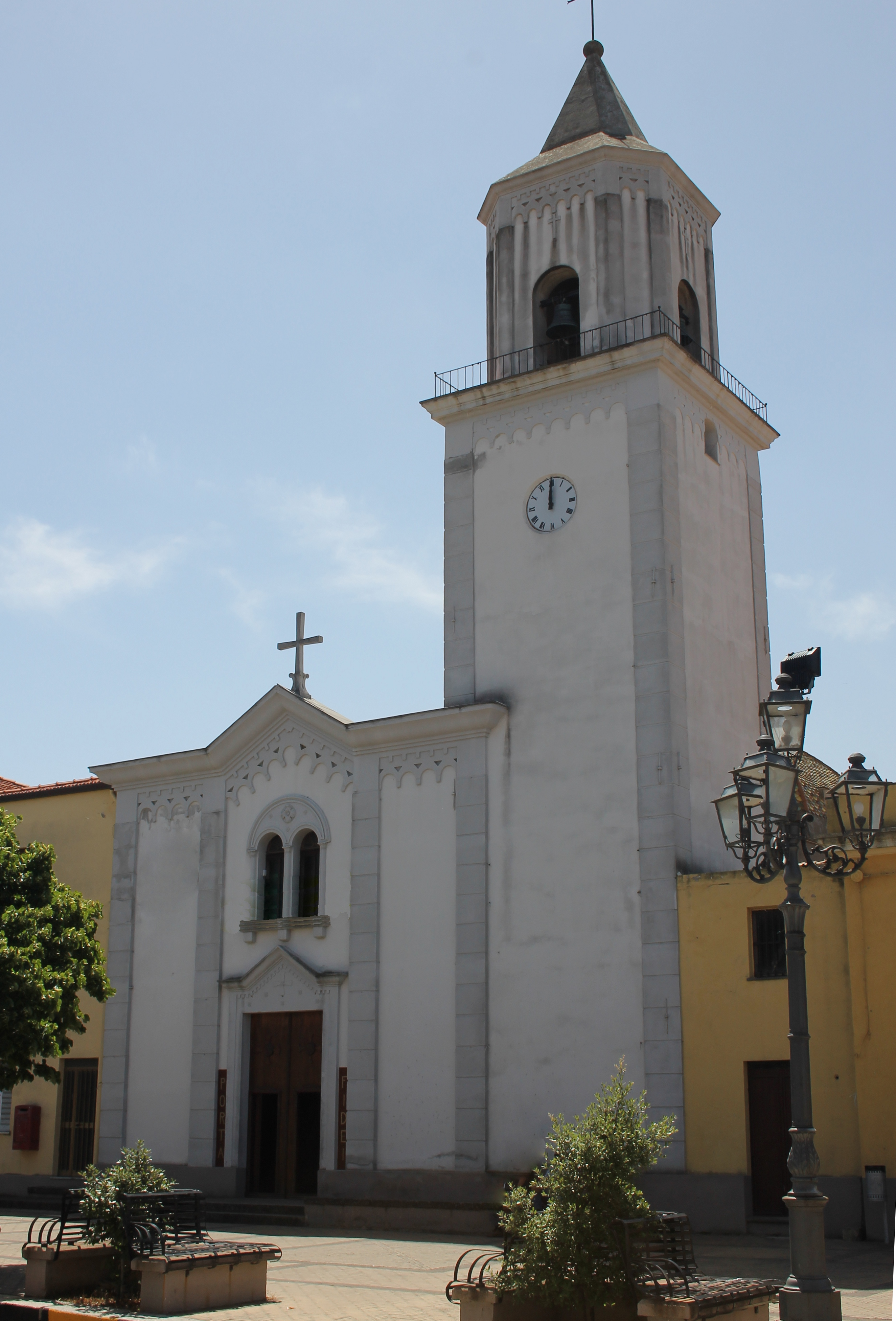
Mária mennybemenetele-templom (Santa Maria Assunta)